# Крюков, Петр Иванович
Пётр Иванович Крюков (29 июня 1893, Ефремов — 1967, Москва) — полковник ветеринарной службы, начальник ветеринарной службы войск НКВД СССР, военный ветеринар. Участник Гражданской, Великой Отечественной и Советско-японской войн.

## Биография
В мае 1919 г. вступил в ряды Рабоче-крестьянской Красной армии и участвовал в Гражданской войне. Кавалер первой советской медали «XX лет Рабоче-Крестьянской Красной Армии», которой были награждены лица кадрового командного и начальствующего состава РККА, составлявшие костяк советской армии и состоявшие в рядах РККА с первых дней её создания.  
В 1936 г. старший ветеринарный врач Управления пограничной и внутренней охраны (УПВО) НКВД ЗСФСР.
До мая 1938 г. начальник ветеринарной службы штаба войск НКВД Азербайджанской ССР. Управлял всей ветеринарной службой войск НКВД Азербайджанской ССР.
С мая 1938 г. начальник отделения служебного собаководства ремонтно-ветеринарной инспекции Главного управления пограничной и внутренней охраны (ГУПВО) НКВД СССР. Руководил контролем за ветеринарным и санитарным обеспечением служебного собаководства всех пограничных и внутренних войск НКВД СССР.
До марта 1939 г. начальник ветеринарной службы Главного управления пограничных и внутренних войск (ГУПВВ, бывшее ГУПВО) НКВД СССР. Управлял ветеринарной службой всех пограничных и внутренних войск НКВД СССР.
После реорганизации ГУПВВ НКВД СССР, занимался организацией и управлением ветеринарной службы в сформированном новом Главном управлении конвойных войск (ГУКВ) НКВД СССР.
С октября 1939 г. начальник ветеринарной службы Главного управления конвойных войск (ГУКВ) НКВД СССР.
В 1943 г. был переаттестован из бригветврача в полковника ветеринарной службы. 
В годы Великой Отечественной войны полковник ветеринарной службы Пётр Иванович Крюков являлся начальником ветеринарных служб войск по охране особо важных предприятий промышленности и войск по охране железных дорог НКВД СССР.
С декабря 1946 г. по февраль 1951 г. начальник ветеринарной службы войск МВД СССР по охране особо важных объектов промышленности и железных дорог.  
В связи с отсутствием единого органа управления, в каждом из видов войск в составе НКВД СССР и МВД СССР имелась своя отдельная ветеринарная служба во главе с начальником ветеринарной службы. Возглавляя ветеринарные службы войск НКВД СССР и МВД СССР с 1938 по 1951 годы Пётр Иванович Крюков внёс большой вклад в развитие военной ветеринарной службы, а также в формирование, организацию и функционирование военной ветеринарии в советских пограничных и внутренних войсках, конвойных войсках, войсках по охране особо важных предприятий промышленности и войсках по охране железных дорог, которые внесли свой важный вклад в победу над врагом во время Великой Отечественной и Советско-японской войн.  
В знак признания высоких заслуг перед Отечеством похоронен на Новодевичьем кладбище Москвы, которое в советское время было вторым по значимости кладбищем СССР после некрополя у Кремлёвской стены.

## Награды
- Орден Ленина[11],
- Орден Красного Знамени[12],
- Орден Красной Звезды[13],
- Медаль «За боевые заслуги»[14],
- Медаль «XX лет РККА»[2],
- Медаль «За победу над Германией»,
- Медаль «За победу над Японией»
- и другие награды.

## Семья
- Сестра — Наталия Ивановна Крюкова (29 августа 1916, Ефремов — 1991, Ленинград), старший лейтенант медицинской службы. Работала в Военно-Морской Медицинской Академии, служила в эвакуационном госпитале 2307, в 200-м стрелковом полку НКВД по охране особо важных предприятия промышленности в блокадном Ленинграде и 164 артиллерийском полку 2-й стрелковой дивизии РККА. Награждена медалями «За оборону Ленинграда» и «За победу над Германией».[15]

- Жена — Мария Ивановна Крюкова (1898—1967 годы жизни).